# Guam Football Association National Training Center
El Centro Nacional de Entrenamiento de la Federación Guamesa de Fútbol (GFA) es un lugar de la asociación de fútbol guamesa en Dededo, Guam. El recinto deportivo puede albergar a 5000 espectadores.
El primer partido clasificatorio para la Copa Mundial se celebró el 11 de junio de 2015. El partido fue entre los equipos nacionales de Guam y Turkmenistán, con Guam como ganador por el resultado de 1-0.